# Містельбах-ан-дер-Цайя
Містельбах (Містельбах-ан-дер-Цайя) (нім. Mistelbach an der Zaya) — місто в Австрії, в федеральній землі Нижня Австрія, у окрузі Містельбах.